# Piotr Szyszka
Piotr Szyszka (ur. 1906, zm. w lipcu 1944) – polski rolnik, Sprawiedliwy wśród Narodów Świata, ofiara zbrodni ukraińskich nacjonalistów.

## Życiorys
Był rolnikiem, właścicielem gospodarstwa rolnego położonego we wsi Stanisławczyk (powiat brodzki w województwie tarnopolskim), gdzie mieszkał wraz z żoną Anną z d. Radomską i dwoma synami. 
Podczas okupacji niemieckiej od 1941 roku Szyszkowie ukrywali w swoim gospodarstwie żydowską rodzinę Szpilków, początkowo w ziemiance pod łóżkiem a później w stodole. W marcu 1944 roku ukraińscy policjanci spotkali w domu Szyszków Ciporę-Fejgę, dziecko Szpilków i zastrzelili ją. Gospodarzy nie spotkały żadne konsekwencje, ponieważ Ukraińcy uwierzyli w ich zapewnienia, że dziewczynka bez ich wiedzy przyszła przed chwilą z ulicy. Wydarzenie to spowodowało przenosiny Żydów z gospodarstwa Szyszków do lasu w obawie przed dekonspiracją. W tym czasie do ukrywających się w lesie dołączył Ben-Zion Friedman z córką Rozalią. Szyszkowie w dalszym ciągu dostarczali Żydom pożywienie i ubrania.
W 1944 roku rodzina Szyszków musiała uchodzić do Lwowa przed mordami banderowskimi. Przed wyjazdem dalej na zachód Piotr Szyszka postanowił pojechać do Stanisławczyka, by "zabezpieczyć" gospodarstwo. Podczas podróży został zastrzelony przez banderowców. Według Instytutu Jad Waszem mord miał miejsce w lipcu 1944 roku.
Rodzina Piotra Szyszki osiedliła się po wojnie w Kluczborku.

## Upamiętnienie
W 2010 roku Instytut Jad Waszem podjął decyzję o pośmiertnym uhonorowaniu Piotra i Anny Szyszków tytułami Sprawiedliwych wśród Narodów Świata. Rok później w imieniu rodziców odznaczenie z rąk ambasadora Izraela odebrał podczas uroczystości w Filharmonii Opolskiej syn Kazimierz Szyszka.